# Международный аэропорт имени Ниноя Акино
Международный аэропорт Манила имени Ниноя Акино (филиппинский: Paliparang Pandaigdig ng Ninoy Aquino) (ИАТА: MNL, ИКАО: RPLL) — гражданский аэропорт, обслуживающий агломерацию Столичного региона. Крупнейшая воздушная гавань Филиппин расположена на границе между городами Пасай и Паранак, примерно в семи километрах к югу от Манилы и к юго-востоку от Макати.
Порт находится в ведении государственной компании «Управление международным аэропортом Манилы» (дочерней структурой Департамента транспорта и коммуникаций) и является главным транзитным узлом (хабом) для всех филиппинских авиаперевозчиков.
Аэропорт носит название в честь бывшего филиппинского сенатора Бенигно «Ниноя» Акино младшего, убитого в этом же аэропорту 21 августа 1983 года при возвращении из эмиграции из Соединённых Штатов Америки.
В 2012 году услугами международного аэропорта Манилы воспользовались 31 558 002 пассажира. По объёмам пассажирских перевозок порт является одним из самых загруженных коммерческих аэропортов Азиатского региона.

## История

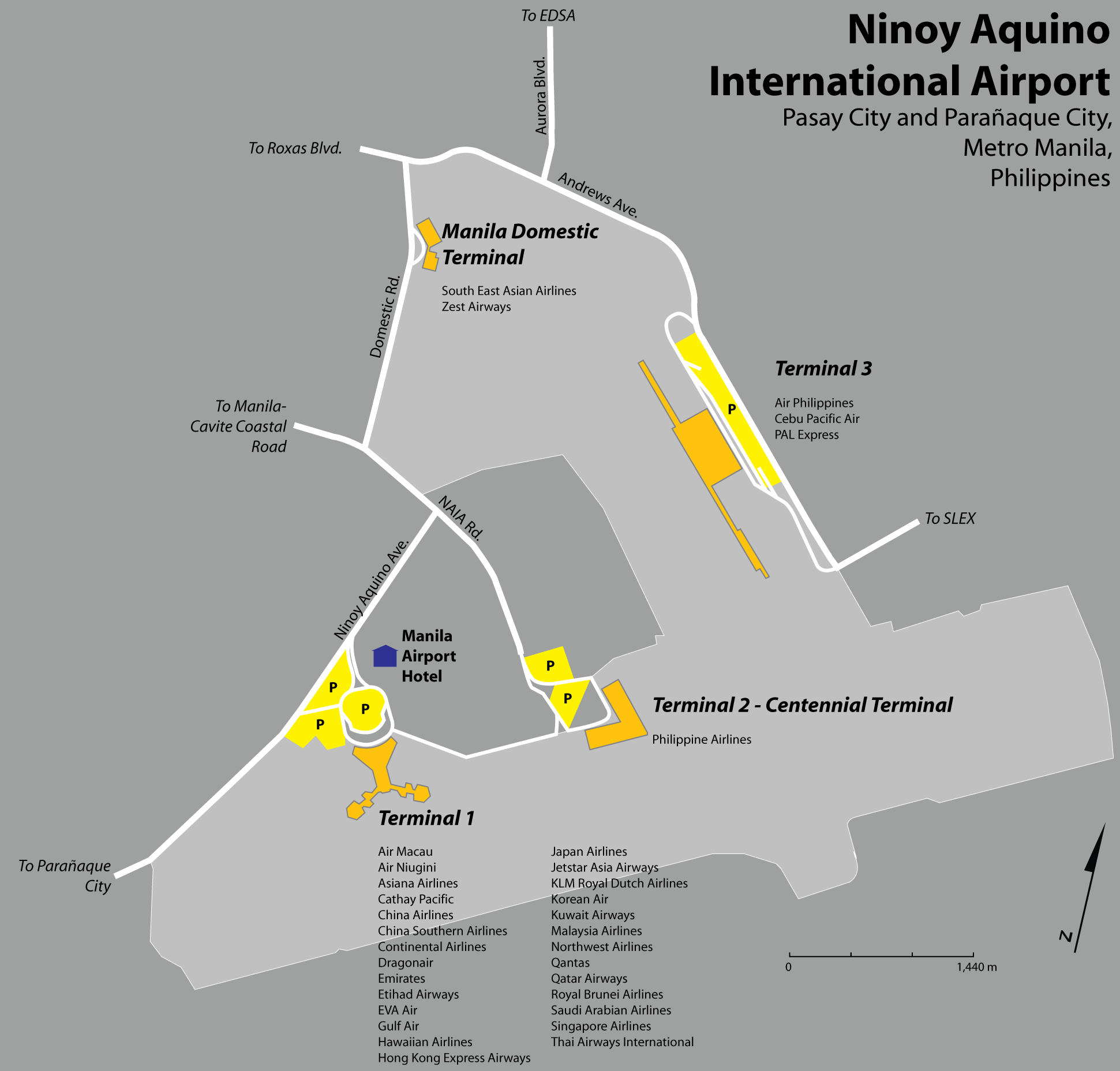
Схема международного аэропорта имени Ниноя Акино

Первым гражданским аэропортом, обслуживавшим Столичную агломерацию, стал открытый в 1935 году на территории города Калоокан «Аэродром Грейс-Парк», также известный под названием «Северная Манила». Коммерческие перевозки по внутренним маршрутам выполняла государственная авиакомпания «Philippine Aerial Taxi Company», впоследствии переименованная в «Philippine Air Lines». В июле 1937 году все операции были перенесены в новый Международный авиатерминал Манилы, возведённый на территории авиабазы Нильсон-Филд, где в настоящее время находятся транспортные артерии Айала-Авеню и Пасео-де-Рохас города Макати. В 1948 году с обретением Филиппинами независимости столичный аэропорт был перенесён на территорию ликвидированной авиабазы США Николс-Филд, ныне известную как авиационная база Военно-воздушных сил Филиппин Вилламор. Гражданский терминал при этом был построен на месте, где в настоящее время находится Терминал 2 международного аэропорта.
В 1954 году в аэропорту были сооружены современные взлётно-посадочная полоса и рулёжные дорожки, а два года спустя началось строительство зданий контрольно-диспетчерского пункта и пассажирского терминала для международных рейсов, введённого в эксплуатацию 22 сентября 1961 года. 22 января 1972 года здание терминала было сильно повреждено пожаром, а в следующем году оно было восстановлено, но лишь частично. Этот терминал использовался для обслуживания международных рейсов вплоть до 1981 года, пока его не заменило более вместительное и современное здание Терминала 1.
Прежнее здание международного терминала будет использоваться для внутренних маршрутов до мая 1985 года, пока окончательно не будет уничтожен очередным пожаром. Здание Терминала 1 изначально носило название «международный аэропорт Манилы». 17 августа 1987 года Республиканским Актом № 6639 терминалу присвоено официальное название в честь бывшего сенатора Бенигно «Ниноя» Акино младшего, убитого в аэропорту 21 августа 1983 года во время его возвращения в страну из добровольной эмиграции. В 1989 году по заказу Департамента транспорта и коммуникаций Филиппин специалистами Управления парижскими аэропортами были разработаны план и технико-экономическое обоснование строительства новых современных объектов инфраструктуры для увеличения пропускной способности столичного аэропорта. Рекомендации ТЭО при этом содержали возведение двух новых зданий пассажирских терминалов.
В 1998 году было завершено строительство нового Терминала 2, который получил название «Вековой», поскольку ввод его в эксплуатацию совпал с празднованием столетия принятия Декларации независимости Филиппин от Испании. Годом ранее правительство страны одобрило начало возведения Терминала 3 аэропорта, который первоначально планировалось сдать в 2002 году. После ряда задержек и проволочек, связанных с техническими и юридическими проблемами, здание терминала было полностью сдано в эксплуатацию лишь в середине 2008 года.

### 1990-е годы

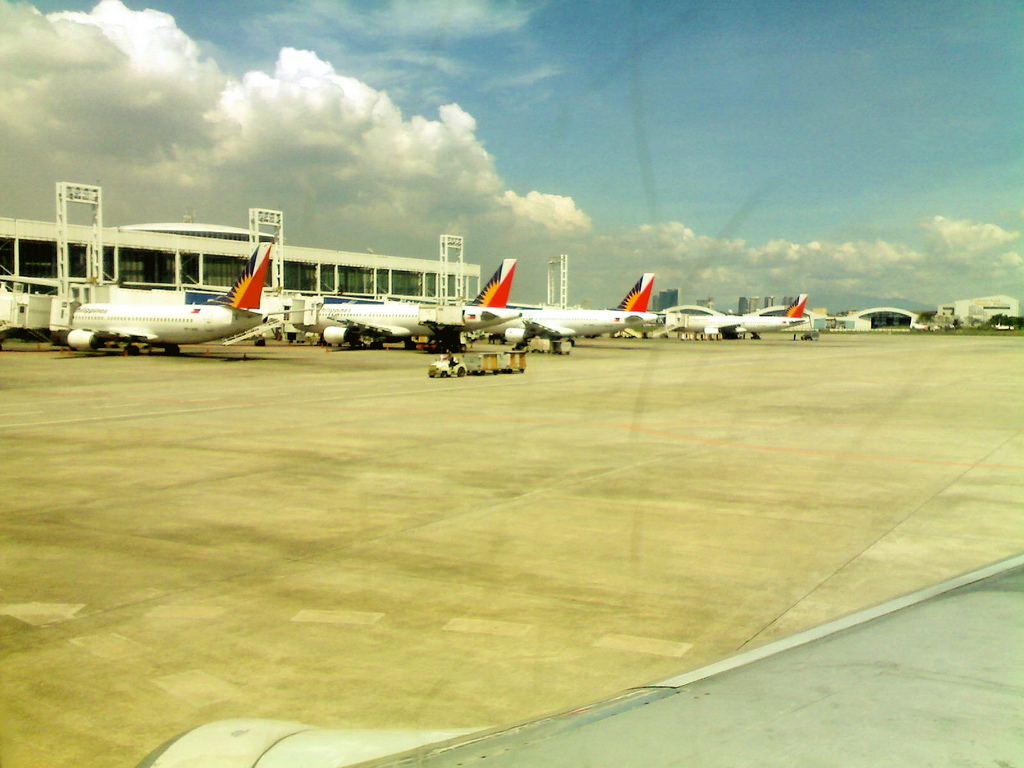
Самолёты авиакомпании Philippine Airlines у телетрапов международного аэропорта имени Ниноя Акино

Первое предложение на строительство Терминала 3 получила компания «Asia’s Emerging Dragon Corporation» (AEDP), которая в силу ряда причин была затем отстранена от проекта, и право на строительные работы получила корпорация «PairCargo» с её немецкой дочерней фирмой «Fraport AG», сформировавшие группу под управлением вице-президента Филиппин Джозефа Эстрады. План нового Терминала 3 площадью в 189 тысяч квадратных метров был разработан американским архитектурным бюро Skidmore, Owings and Merrill, проектная смета составила 640 миллионов долларов США, пропускная способность Терминала 3 закладывалась в 13 миллионов пассажиров в год. Проект был одобрен в 1997 году, срок сдачи в эксплуатацию определён на 2002 году. Однако, возникший юридический конфликт между правительством Филиппин и главным подрядчиком проекта компанией «Филиппинские международные аэровокзалы» (Piatco) на предмет вариантов передачи подряда строительства и дальнейшей эксплуатации Терминала 3 стал причиной длительной задержки реализации всего проекта.
В первоначальном соглашении предполагалось, что компании PairCargo и Fraport AG будут управлять терминалом аэропорта в течение нескольких лет после завершения строительства, а затем передадут управление в ведение филиппинского правительства. Правительство, однако, в начальной фазе строительных работ начало настаивать на выкупе компании Fraport AG за 400 миллионов долларов США. После достигнутых соглашений и приобретении немецкой компании и перед самой сдачей в эксплуатацию Терминала 3 Президент страны Глория Макапагал-Арройо назвала условия действующего договора кабальными и сформировала комиссию для оценки немецкого подрядчика. В конечном счёте, основываясь на нескольких различных нестыковках, Верховный суд Филиппин постановил считать контракт с Piatco недействительным. В частности, суд установил, что пересмотр условий первоначального договора повлёк за собой возникшие гарантии правительства Филиппин по обеспечению обязательств перед кредиторами, подрядчиками и поставщиками Piatco, что противоречит действующему законодательству страны.

### 2000-е годы

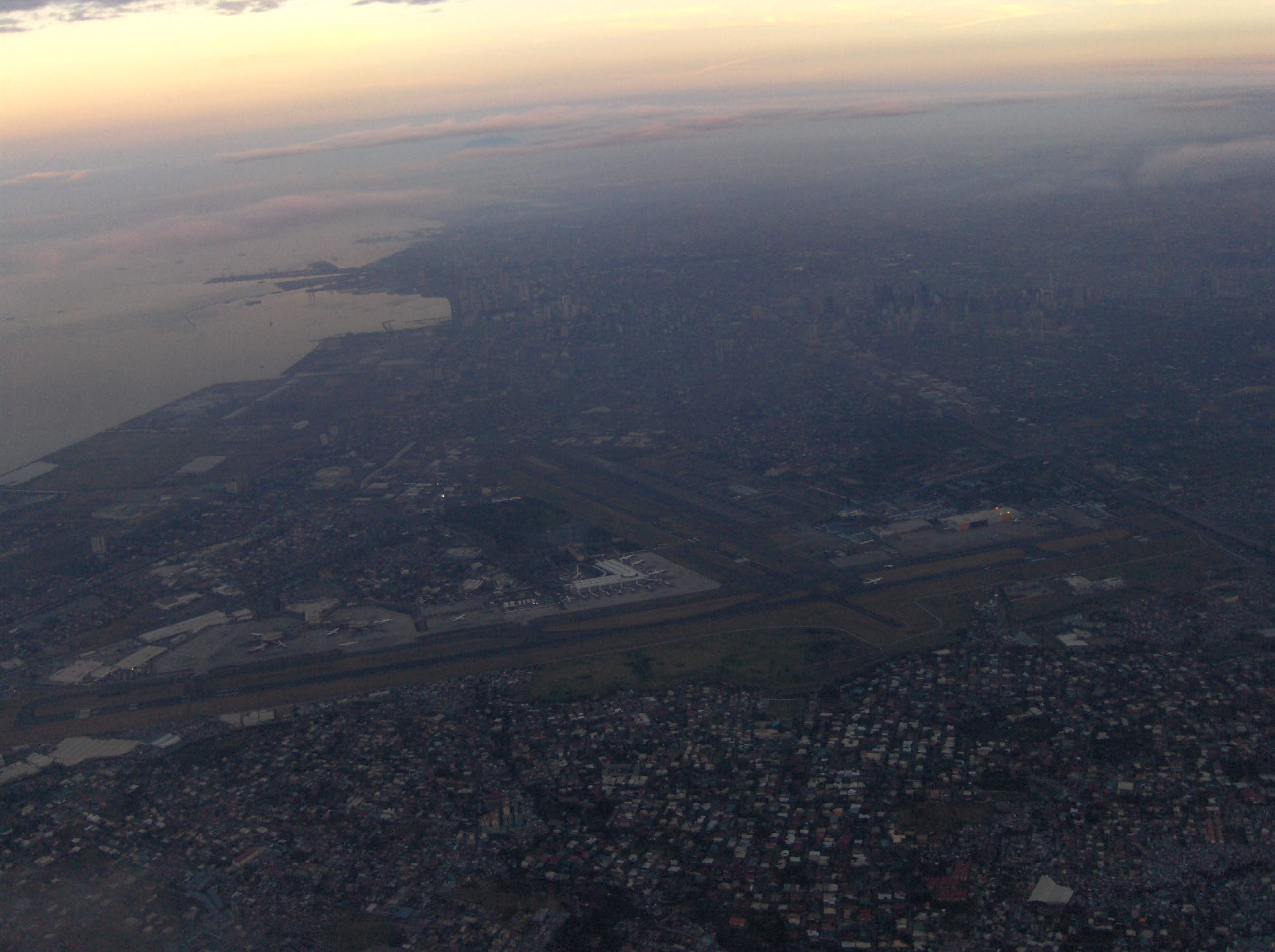
Вид на аэропорт с высоты птичьего полёта

В декабре 2004 года филиппинское правительство экспроприировало проект строительства третьего терминала аэропорта на основании решения суда первой инстанции города Пасай. Решение суда, однако, содержало требование выплатить компании Piatco её вложения в денежном эквиваленте в 3 миллиарда филиппинских песо (около 64 миллионов долларов США). Правительство Филиппин произвело указанную выплату во вторую неделю сентября 2006 года. В том же году правительство заявило о том, что проект реализован на 98 % и требуется по крайней мере 6 миллионов долларов дополнительных инвестиций для его завершения. По этому вопросу чиновники уже вели переговоры с застройщиком терминала компанией Takenaka Corporation. Поиск дополнительных вложений вкупе с расследованием инцидента обрушения 100 квадратных метров потолочных покрытий серьёзным образом задерживали сдачу объекта в эксплуатацию.
С этого момента Piatco вместо со своим немецким партнёром Fraport AG начали арбитражное разбирательство в различных международных инстанциях. Piatco обратилась с заявлением на филиппинское правительство в представительство Международной торговой палаты (МТП) в Сингапуре, а Fraport AG подала отдельный иск в Международный центр по урегулированию инвестиционных споров (МЦУИС) в Вашингтоне. В 2007 году комиссия МЦУИС вынесла решение по иску в пользу правительства Филиппин вследствие доказанности нарушения филиппинского закона по возникшим обязательствам правительства перед Fraport AG. Это решение, однако, было отменено в 2010 году Арбитражным судом из-за нарушения процедурных вопросов (на слушания комиссии не приглашались уполномоченные сотрудники Fraport), рассмотрение иска в МЦУИС продолжается и по сей день. Piatco официально отозвала свой второй иск в МТП об отмене прежнего решения Международной торговой палаты, вынесенного в декабре 2011 года, поэтому решение МТП в пользу филиппинского правительство официально вступило в силу и подлежало исполнению в 2012 году.
Распоряжением правительства страны № 732 была сформирована рабочая группа, перед которой была поставлена задача «обеспечить немедленное открытие и функционирование третьего терминала аэропорта». Главой группы 19 июня 2008 года был назначен филиппинский политический деятель Майкл Дифенсор.
Аэропорт начал фактическую эксплуатацию Терминала 3 в 05:15 утра 22 июля 2008 года с обслуживания пассажиров 16-и внутренних рейсов авиакомпании Cebu Pacific. Два дня спустя в третий терминал перенесли свои рейсы Air Philippines и бюджетное подразделение PAL Express флагманского авиаперевозчика страны Philippine Airlines. 1 августа 2008 года Cebu Pacific перенесла все свои внутренние и международные рейсы в Терминал 3. 1 августа 2010 года Президент Бенигно Акино III заявил о необходимости достижения максимальной пропускной способности третьего терминала аэропорта к рождественскому сезону 2010, вследствие чего ожидался массовый переход международных перевозчиков в этот терминал, чего, однако, не произошло.
Филиппинское правительство утвердило новый план, согласно которому Терминал 3 должен был быть загружен на 100 % к концу 2011 года, однако после детального изучения рынка снизило эту планку до 55 процентов. Первой иностранной авиакомпанией, перешедшей в третий терминал, стала японская All Nippon Airways, которая по состоянию на начало 2014 года так и оставалась единственным иностранным перевозчиком, работающим в этом терминале, в то время, как другие авиакомпании не имеют никаких намерений переводить туда обслуживание своих рейсов.

## Статистика

### Пассажирский трафик
Ниже приведены сведения по пассажирообороту международного аэропорта имени Ниноя Акино на основе данных Международного Совета аэропортов. Информация по 2010 году взята с веб-сайта Управления международным аэропортом Манилы.
Данные из запроса в Викиданные.
| Год  | Пассажиров Место |
| ---- | ---------------- |
| 2003 | ▲12 955 809 (81) |
| 2004 | ▲15 186 521 (75) |
| 2005 | ▲16 216 031 (77) |
| 2006 | ▲17 660 697 (73) |
| 2007 | ▲20 467 627 (64) |
| 2008 | ▲22 253 158 (57) |
| 2009 | ▲24 108 825 (51) |
| 2010 | ▲27 119 899 (49) |
| 2011 | ▲29 552 264 (46) |
| 2012 | ▲31 878 935 (45) |

## Терминалы

### Терминал 1

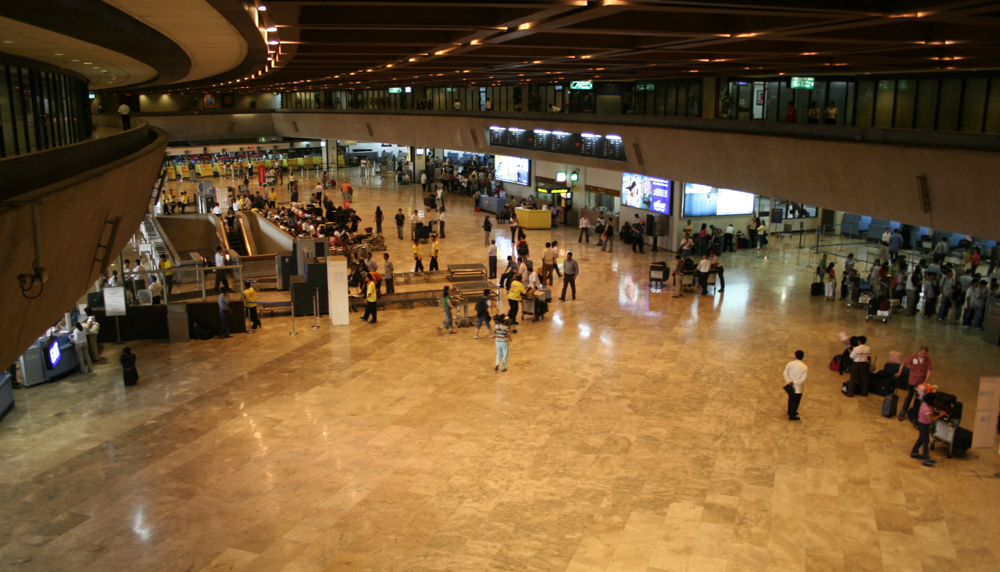
Зона регистрации в Терминале 1

План развития международного аэропорта Манилы был утверждён правительственным указом № 381. В 1973 году компания Airways Engineering Corporation разработала генеральный план, оценив свои услуги в 29,6 миллионов долларов США. Работы были оплачены за счёт кредита, полученного в Азиатском банке развития.
В 1974 году генеральный план был принят филиппинским правительством и затем 14 сентября 1975 года одобрен Азиатским банком развития. Работы по реализации генплана фактически начались во втором квартале 1978 года и завершены в 1981 году. Здание нового пассажирского терминала занимало площадь в 67 тысяч квадратных метров и было рассчитано на пропускную способность в 4,5 миллионов пассажиров в год. В настоящее время Терминал 1 обслуживает рейсы всех иностранных авиакомпаний, кроме японского авиаперевозчика All Nippon Airways. В 1989 году экспертиза генерального плана рекомендовала возведение ещё двух зданий пассажирских терминалов (2 и 3).

Максимальная пропускная способность Терминала 1 была достигнута в 1991 году, в котором его услугами воспользовались 4,53 миллиона человек. Начиная с этого года инфраструктура Терминала 1 полностью перегружена, о чём дополнительно свидетельствует средний ежегодный рост пассажиропотока в 11 процентов. С 1992 года максимальная мощность Т1 доведена до 6 миллионов пассажиров ежегодно.
В Терминале 1 обслуживается 33 авиакомпании (данные на март 2011 года). Здание Т1 эксплуатирует 18 телескопических трапов, причём телетрапы с номерами 8 и 13 отсутствуют. В сравнении с международными терминалами других азиатских стран, Терминал 1 международного аэропорта имени Ниноя Акино неизменно находится на нижних строчках рейтингов в связи с постоянной перегруженностью, отсутствием современных объектов инфраструктуры и низким уровнем комфорта для пассажиров. В этой связи правительство страны разработало план реконструкции здания, включающий в числе прочего расширение зоны прилета и дополнительные автопарковки, который был утверждён Президентом Бенигно Акино III. Работы по реконструкции и модернизации Терминала 1 планируется провести в срок до ноября 2014 года.

### Терминал 2 («Вековой»)
Строительство здания второго терминала международного аэропорта имени Ниноя Акино завершилось в 1998 году, эксплуатация Т2 началась в следующем году. Терминал получил своё название в ознаменование столетия принятия Декларации независимости от Испании. Инфраструктура Т2 располагается на площади в 75 тысяч квадратных метров и изначально, согласно проекту проектировщика «Парижские аэропорты», содержала объекты для обслуживания только внутренних авиаперевозок. В дальнейшем инфраструктура терминала была реконструирована с добавлением объектов для обслуживания международных рейсов Пропускная способность Т2 составляет 2,5 миллиона пассажиров в год на международных и 5 миллионов пассажиров в год на внутренних маршрутах с возможностью расширения до максимальной способности в 9 миллионов пассажиров ежегодно.
Терминал 2 используется исключительно для обслуживания рейсов флагмана Philippine Airlines как на внутренних, так и на международных направлениях. Здание разделено на два крыла, Северное для международных и Южное для внутренних перевозок. В эксплуатации находятся 12 телескопических трапов. В стерильной зоне терминала повсюду работают кафе и рестораны. В Северном крыле находится небольшой павильон магазина беспошлинной торговли.
Необходимость строительства двух новых терминалов была продиктована оценкой генерального плана застройки аэропорта, сделанного в 1989 году компанией «Парижские аэропорты» на 2,9 миллиона франков, выделенных французским правительством.
В 1991 году правительство Франции предоставило грант филиппинскому правительству в размере 30 миллионов франков для разработки подробного архитектурного и инженерного проекта здания второго терминала. Подрядчик «Аэропорты Франции» завершил разработку проекта в следующем году, а в 1994 году правительство Японии выделило грант в размере 18,12 миллиардов иен (75 % от проектной стоимости) на софинансирование строительства Терминала 2 и полное финансирование услуг по строительному надзору. Возведение Т2 началось 11 декабря 1995 года и завершилось официальной сдачей филиппинскому правительству 28 декабря 1998 года.

### Терминал 3

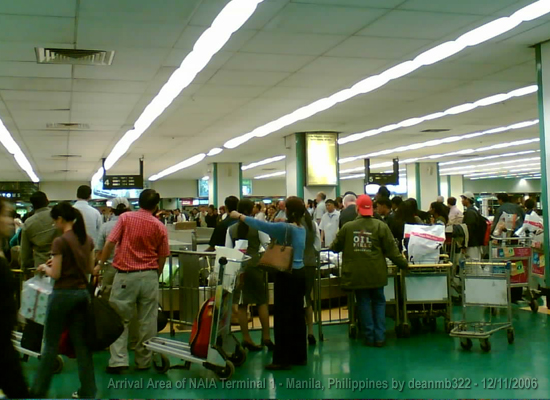
Зона прибытия международного сектора Терминала 1 аэропорта

Здание третьего терминала является новейшим и самым большим в комплексе международного аэропорта имени Ниноя Акино, строительство его началось в 1997 году. Терминал является одним из самых спорных и неоднозначных коммерческих проектов на Филиппинах, поскольку правительство страны напрямую участвовало в юридических баталиях, волоките и арбитражных спорах в Сингапуре и Соединённых Штатах, а также вследствие технических накладок и проблем с обеспечением безопасности, которые раз от раза отодвигали сдачу объекта в промышленную эксплуатацию. Инфраструктура третьего терминала занимает площадь в 182,5 тысячи квадратных метров с общей длиной территории в 1,2 километра. Четырёхуровневый торговый центр соединяет здание терминала с территорией парковки ёмкостью в 2000 автомобилей. Пропускная способность Т3 составляет 33 тысячи пассажиров в день при пиковой нагрузке.
Площадь перрона составляет 147,4 тысячи квадратных метров, терминал имеет 20 гейтов и 34 телетрапа с возможностью одновременного обслуживания до 28 самолётов. В здании терминала работают 70 информационных терминалов, 314 мониторов оповещения, 29 туалетных блоков, IT-структура здания суммарно насчитывает 300 километров волоконно-оптических магистралей. Входы здания оборудованы пятью рентгеновскими установками, досмотр на зона вылета обслуживается 18-ю рентгеновскими аппаратами. Зал выдачи багажа прибывших пассажиров имеет 7 багажных каруселей со своими собственными средствами информационного оповещения.
Терминал официально был открыт 22 июля 2008 года сначала для рейсов авиакомпании Cebu Pacific, затем для бюджетных подразделений PAL Express и Air Philippines национальной авиакомпании страны Philippine Airlines, а 1 августа того же года Cebu Pacific начала в Т3 выполнение своих международных рейсов. Несмотря на планы аэропорта перенести все международные рейсы в третий терминал, единственным иностранным авиаперевозчиком в нём работающим в настоящее время является японская авиакомпания All Nippon Airways.

### Терминал 4 (внутренние авиалинии)

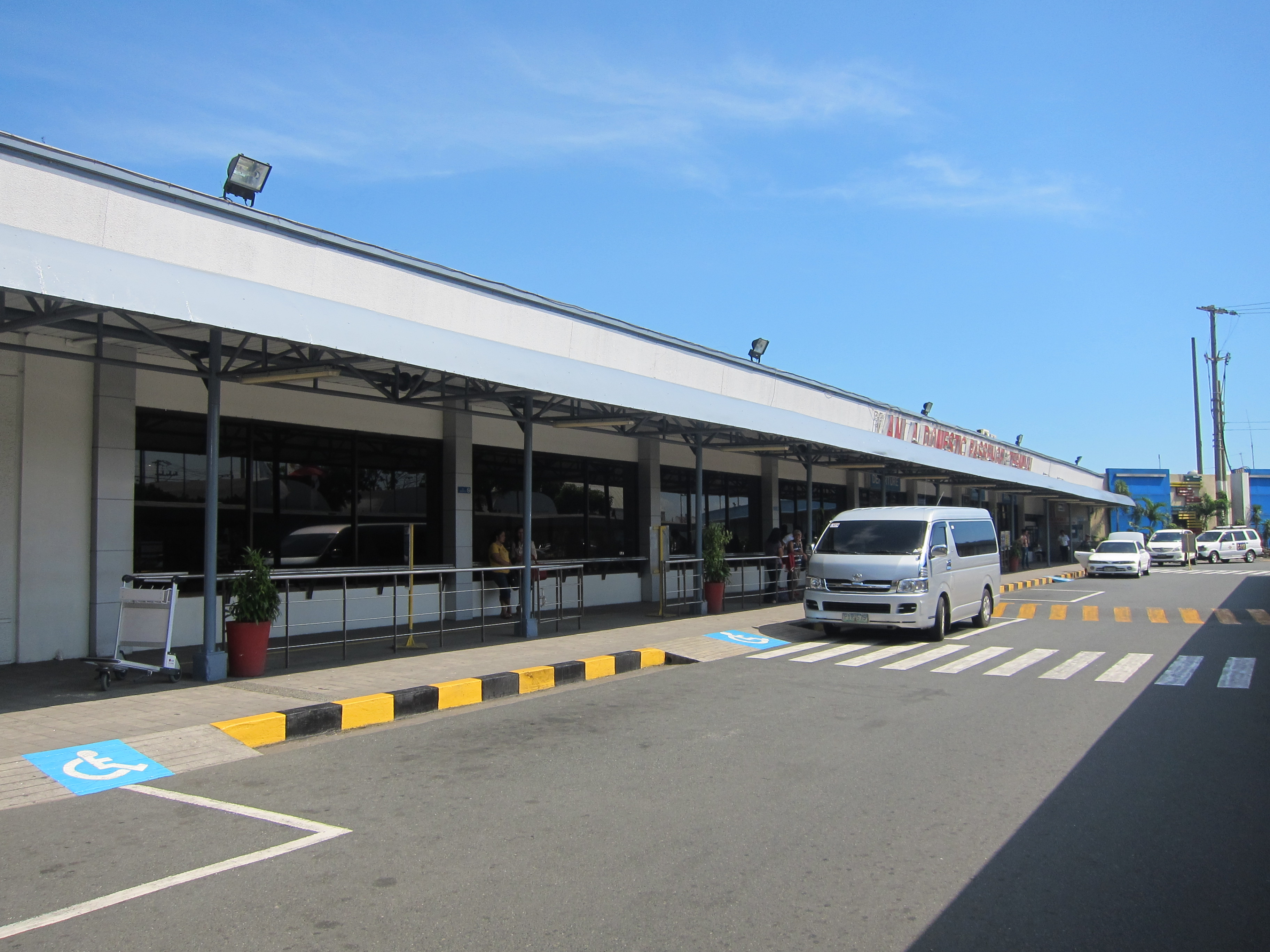
Терминал 4 международного аэропорта имени Ниноя Акино

В здании Терминала 4 обслуживаются внутренние маршруты авиакомпаний AirAsia Zest, Tigerair Philippines и некоторых других. Несмотря на то, что терминал предназначен для внутренних перевозок, AirAsia Zest проводит через него большинство своих международных рейсов. Здание терминала не имеет телетрапов, пассажиры добираются до самолётов (и от них до терминала) пешком, либо иногда на перронных автобусах. В Т4 расположены 24 стойки регистрации, зал вылета рассчитан на 969 человек. В терминале расположены также несколько продуктивных магазинов и магазин книгопечатной продукции. Зона прилёта имеет пять багажных каруселей. Здание четвёртого терминала было построено в 1948 году и располагается неподалёку от северного торца взлётно-посадочной полосы 13/31.

### Airbus A380
Международный аэропорт имени Ниноя Акино является одним из двух филиппинских аэропортов, сертифицированных на приём лайнера Airbus A380 (второй — Международный аэропорт Кларк). По состоянию на январь 2014 года данный тип самолётов не используется на регулярных перевозках в Манилу, однако порт имеет всю необходимую инфраструктуру для его обслуживания, предоставленную компанией «Lufthansa Technik Philippines». 11 октября 2007 года A380 (регистрационный as F-WWEA) в качестве тестовых испытаний совершил посадку на ВПП24. Испытательные посадка и взлёт продемонстрировали способность аэропорта к приёму лайнеров Airbus A380.

## Авиакомпании и пункты назначения

### Пассажирские
Примечания
- ↑ : Маршрут имеет промежуточную остановку между Манилой и указанным пунктов назначения, однако авиакомпания не имеет права на перевозку пассажиров между пунктом промежуточной посадки и Манилой

## Взлётно-посадочные полосы
Международный аэропорт имени Ниноя Акино эксплуатирует одну основную взлётно-посадочную полосу длиной 3410 метров курсом 061°/241° (обозначаемую 06/24) и одну вспомогательную ВПП длиной 1998 метров курсом 136°/316° (обозначаемую 13/31).

## Наземный транспорт

### Межтерминальный транспорт
Управление международным аэропортом Манилы предоставляет услугу бесплатной перевозки пассажиров между терминалами. Автобусы отправляются каждые 15 минут в дневное время. Прежде чем воспользоваться межтерминальным транспортом, пассажиры, прибывающие в аэропорт международными рейсами, обязаны пройти таможенный досмотр.
Авиакомпания Philippine Airlines обеспечивает перевозку в зоне перрона (стерильная зона) между терминалами 2 и 3 пассажиров со стыковкой между её рейсами и рейсами дочернего перевозчика PAL Express.

### Со Столичной агломерацией

#### Автобусы и джипни
Аэропорт обслуживают девять автобусных маршрутов, отправляющихся с различных автовокзалов Столичной агломерации: восемь из них проходят по автомагистрали Epifanio de los Santos Avenue (EDSA) и один — по окружной автодороге Circumferential Road 5 (C-5):
Ото всех четырёх терминалов аэропорта посредством джипни можно доехать до городов Паранак и Пасай.

## Инциденты и авиапроисшествия
- 24 февраля 1949 года. Экипаж самолёта Douglas C-47A-90-DL (регистрационный VR-HDG) авиакомпании Cathay Pacific, следовавшего регулярным рейсом из Гонконга в Манилу, в условиях плохой видимости попытался прекратить заход на посадку и уйти на второй круг. Лайнер врезался в холм в окрестностях водохранилища Брэмер, погибли все 23 человека на борту[31]
- 19 ноября 1970 года. Во время прохождения тайфуна Пэтси получили сильные повреждения и не подлежали впоследствии ремонту самолёты Douglas C-47As (регистрационные PI-C9 и PI-C15) авиакомпании Philippine Air Lines и Douglas DC-3D (регистрационный PI-C944) авиакомпании Filipinas Orient Airways, впоследствии списанные[32][33][34].
- 25 июля 1971 года. Самолёт Boeing 707-321C (регистрационный N461PA) авиакомпании Pan American World Airways, выполнявший грузовой рейс по маршруту Сан-Франциско-Сайгон с промежуточными посадками в Гонолулу, Гуаме и Маниле, при заходе на посадку по VOR/DME на взлётно-посадочную полосу 24 международного аэропорта Манилы столкнулся с со склоном горы Камунай на высоте 770 метров над уровнем моря. Погибли все 4 члена экипажа. Катастрофа произошла вследствие неверных и нескоординированных действий членов экипажа, повлекших за собой преждевременное снижение самолёта[35].
- 15 ноября 1974 года. Сразу после взлёта из международного аэропорта Манилы у самолёта Douglas C-47A (регистрационный RP-C570) авиакомпании OASIS отказал правый двигатель. Экипаж совершил жёсткую аварийную на ближайшем рисовом поле. Из восьми человек на борту погиб один, самолёт восстановлению не подлежал[36].
- 27 февраля 1980 года. Boeing 707-309C (регистрационный B-1826) авиакомпании China Airlines, следовавший регулярным рейсом из тайваньского международного аэропорта имени Чан Кайши, при посадке в Маниле выкатился за пределы взлётно-посадочной полосы и загорелся. Из 135 человек на борту погибло двое[37].
- 21 августа 1983 года в аэропорту был убит бывший филиппинский сенатор Бенигно «Ниноя» Акино младшего, возвращавшийся в страну из добровольной эмиграции. Пять лет спустя манильский аэропорт был назван в честь Бенигно Акино согласно правительственному постановлению № 6639.
- 13 декабря 1983 года. Через пять минут после взлёта вследствие отказа двигателя Douglas C-47B (регистрационный RP-C287) авиакомпании Philair совершил аварийную посадку на поле. Самолёт выполнял чартерный рейс, на борту находилось 10 человек, все выжили[38].
- 6 мая 1989 года. Douglas C-47A (регистрационный RP-C82) авиакомпании MATS разбился сразу после взлёта вследствие отказа двигателя. На борту находилось 18 человек, выжили все. Самолёт выполнял внутренний чартерный рейс, авиакомпания при этом не имела лицензии на перевозку пассажиров. Абсолютно подобный инцидент произошёл почти год спустя[39].
- 28 апреля 1989 года. Douglas C-47A (регистрационный RP-C81) авиакомпании Manila Aero Transport System (MATS), как и год назад разбился сразу после взлёта из Манилы вследствие отказа двигателя. Самолёт выполнял чартерный рейс в Рохас, компания не имела допуска к пассажирским перевозкам. В этой катастрофе погибло 7 из 22 человек на борту. Ранее этот же лайнер ошибочно совершил посадку на рулёжную дорожку, вместо взлётно-посадочной полосы[40].
- 21 июля 1989 года. BAC One-Eleven (регистрационный RP-C1193) авиакомпании Philippine Air Lines, выполнявший регулярный рейс 124 Замбоанга-Манила, при посадке в аэропорту назначения в условиях плохой видимости и при ливневом дожде выкатился за пределы взлётно-посадочной полосы и переехал близлежащую автодорогу. На борту самолёта выжили все 98 человек, однако погибло восемь человек на земле[41].
- 11 мая 1990 года. У готовящегося к вылету самолёта Boeing 737—300 (регистрационный EI-BZG) авиакомпании Philippine Airlines произошёл взрыв центрального топливного бака. Из 120 человек из охваченного пламенем лайнера успело эвакуироваться 112, восемь человек погибло. Произошедшее близко по своим причинам к катастрофе самолёта Boeing-747 авиакомпании Trans World Airlines шесть лет спустя[42].
- 18 мая 1990 года. Beechcraft 1900C-1 (регистрационный RP-C314), выполнявший регулярный рейс из Манилы в Суригао, сразу после взлёта вследствие отказа двигателя упал на жилые дома. Погибли все 19 человек на борту и 4 человека на земле[43].
- 4 сентября 2002 года. De Havilland Canada DHC-7-102 (регистрационный RP-C2788) авиакомпании Asian Spirit выполнял регулярный рейс 897 из Манилы в Катиклан. При подходе к аэропорту назначения экипаж не смог выпустить правую стойку шасси и принял решение вернуться в Манилу для аварийной посадки. Самолёт кружил над международным аэропортом имени Ниноя Акино ещё 35 минут, вырабатывая топливо, после чего совершил жёсткую посадку на ВПП 24 и съехал с неё на траву. Пострадавших в результате инцидента не оказалось, самолёт восстановлению не подлежал и был списан[44].
- 11 ноября 2002 года. Fokker F-27 Friendship 600 (регистрационный RP-C6888) авиакомпании Laoag International Airlines выполнял регулярный рейс 585 из Манилы в Лаолаг (аэропорт Баско). Сразу после взлёта с полосы 31 возникла проблема с левым двигателем. Пилот принял решение совершить аварийную посадку на близлежащем поле, однако в последнюю минуту увёл самолёт в сторону Манильского залива. При приводнении лайнер распался на части и затонул на глубине около 20 метров. Из 34 человек на борту погибло 19[45].
- 25 июля 2008 года . Boeing 747—438 (регистрационный VH-OJK) авиакомпании Qantas Airways, выполнявший регулярный рейс 30 из Лондона в Мельбурн с технической остановкой в Гонконге, совершил аварийную посадку в международном аэропорту имени Ниноя Акино с отсутствующим куском обшивки в районе правого полукрыла. На борту находилось 356 пассажиров и 19 членов экипажа, пострадавших в результате инцидента не было. Самолёт был отремонтирован и 15 января 2009 года вернулся на регулярные маршруты, однако в конце того же года был списан[46].
- 17 октября 2009 года. Douglas DC-3 (регистрационный RP-C550) авиакомпании Victoria Air выполнял рейс из Манилы в международный аэропорт Пуэрто-Принсеса. Сразу после взлёта произошёл отказ двигателя, самолёт разбился неподалёку от территории аэропорта. Погибли все четверо человек, находившиеся на борту[47].
- 10 декабря 2011 года. Самолёт Beechcraft 65-80 (регистрационный RP-C824) авиакомпании Queen Air, выполнявший грузовой рейс из Манилы в аэропорт Сан-Хосе, упал на здание средней школы «Феликсберто Серрано» в Паранаке. В результате ошибки пилота погибли 3 человека на борту самолёта, 11 на земле и ещё более 20 человек были ранены. Возникший на месте крушения пожар охватил около 50 жилых домов[48].
- 20 декабря 2013 года неизвестные расстреляли мэра муниципалитета Лабанган (провинция Южная Замбоанга) Юкола Талумпу сразу после его прибытия в Терминал 3 аэропорта. Вместе с ним погибли ещё три человека и четверо были ранены. До этого на мэра уже трижды совершались покушения[49].